# Liste des abbés de Munster
Cette page dresse la liste des titulaires de la charge d’abbé de l’abbaye Saint-Grégoire de Munster, dans le Haut-Rhin.

## Établissement de la liste
Les trois principales sources permettant l’établissement d’une liste sont les Annales de Munster, qui les listent des origines à 1194, une Chronique rédigée vers 1717 qui donne une liste des origines à cette date et le Nécrologue de l’abbaye, un document utilisé pour célébrer les messes anniversaires et qui contient par conséquent les dates de mort d’un grand nombre d’abbés. Les Archives d’Alsace, anciennement Archives départementales du Haut-Rhin, conservent par ailleurs deux listes dont la fiabilité est toutefois douteuse.
Sauf mention contraire, la présente liste est établie à partir des travaux de René Bornert. Celui-ci a repris les listes ci-dessus, qu’il a confronté entre elles, ainsi qu’avec les diverses chartes évoquant des abbés, afin de contrôler les dates. Seules les dates certaines sont mentionnées.

## Liste des abbés
1. Rathold : mentionné en 876 ;
2. Crino : mentionné en 879 ;
3. Engilfrid : mentionné en 896 et 898 ;
4. Henricus I : mentionné en 900 ;
5. Viether : mentionné en 919 ;
6. Adalbero : mentionné en 937 ;
7. Hermannus : mentionné en 959 ;
8. Wichardus (aussi Wicardus) : mentionné en 978, devient évêque de Besançon à la fin du Xe siècle ;
9. Adelhardus : mentionné en 1004 ;
10. Immo (aussi Emmo et Ymmo) : mentionné en 1020 ;
11. Chono : mentionné en 1034 ;
12. Godefroy : mentionné dans certaines listes, mais ne semble pas avoir existé et être issu d’une confusion avec le Godefroy du IXe siècle ;
13. Abdo (aussi Abo) : mentionné en 1068, mort en 1084 ;
14. Reginherus : mentionné en 1087 ;
15. Samuel : abbé de 1088 à 1090. Également abbé de l’abbaye de Wissembourg de 1056 à 1098 et de l’abbaye de Murbach de 1080 à 1097. Mort le 10 mai 1098
16. Rupertus : mentionné en 1090 et 1098 ;
17. Adelbertus I : mentionné en 1111 ;
18. Eggohardus (aussi Engelhardus) : mort en 1120 ;
19. Conradus I : mentionné en 1120, mort en 1122 ;
20. Adelbertus II : abbé de 122 à sa mort en 1125 ;
21. Cogenardus : mentionné en 1129 ;
22. Conradus II : mort en 1135 ;
23. Egilolfus (aussi Egilolphus I) : abbé de 1135 à sa mort en 1154 ;
24. Orthlibus : abbé de 1154 à sa mort en 1158 ;
25. Ludowicus : abbé à partir de 1158 ;
26. Egilolfus (aussi Egilolphus II) : mort en 1169 ;
27. Thuringus (aussi Churingus) : abbé de 1169 à sa démission en 1178 ;
28. Henricus II : abbé de 1178 à sa mort en 1194 ;
29. Bernardus : abbé de 1194 à 1213 ;
30. Fredericus : abbé de 1234 à 1259 ;
31. Gerardus : abbé de 1260 à 1269 ;
32. Henricus III : abbé de 1269 à sa mort le 2 mai 1277 ;
33. Guillaume I Steinung (aussi Steynung) : abbé de 1278 à 1289 ;
34. Bertoldus : abbé de 1303 à 1306 ;
35. Johannes : abbé de 1308 à 1316 ;
36. Hugues : mentionné en 1327 ;
37. Marquart : début d’abbatiat vers 1329 jusqu’à sa mort le 20 mars 1340 ou 1345 ;
38. Richardus : mentionné en 1345 ;
39. Carolus : abbé de 1348 jusque vers 1354 ;
40. Othon : début d’abbatiat ver 1356 jusqu’à sa mort le 18 septembre 1380 ;
41. Guillaume II Steinung (aussi Steynung) : abbé de 1380 à sa mort le 21 janvier 1403 ;
42. Wernerus de Rockart (aussi Vernier de Rocourt) : abbé de 1403 à sa mort le 16 avril 1446 ;
43. Andreas Cypolt : abbé de 1434 à sa mort le 16 avril 1446 ;
44. Thomas de Ramstein : abbé de 1446 à sa mort en 1450 ;
45. Jean-Rodolphe de Laubgass : abbé de 1450 à sa mort le 25 septembre 1485 ;
46. Christophe de Montjustin : abbé de 1485 à sa mort le 23 novembre 1513 ;
47. Burcard Nagel d’Altenschoenstein : abbé des environs de 1518 à 1536 ;
48. Conrad de Ruest : abbé du 27 février 1536 à sa mort en 1539 ;
49. Petermann d’Aponex : début d’abbatiat indéterminé, peut-être dès 1539, jusqu’à sa mort entre 1550 et 1554 ;
50. Joachim Brining (aussi Brenning, Pering) : abbé du 3 octobre 1555 à sa démission en 1560 ou 1561. Originaire de l’abbaye de Sankt-Georgen ;
51. Henri V de Jestetten : abbé du 18 juillet 1568 ou 1569 à sa démission en 1573. Également administrateur de l’abbaye de Honcourt vers 1544-1549, abbé de l’abbaye de Neustadt en 1557 et de celle de Kreuzlingen en 1567 ;
52. Adam de Holtzapfel : administrateur de 1574 à 1577 ;
53. Georges Munsinger de Frondeck (aussi Frondest) : administrateur dans le dernier quart du XVIe siècle, démissionne en 1600 ;
54. Jean-Henri Brimsy de Herblingen : abbé du 21 février 1600 à 1626. Mort le 3 avril 1630 ;
55. Grégoire Blarer de Wartensee : abbé du 14 août 1630 à sa mort le 14 mai 1649 ;
56. Henri de Stuben : abbé de 1649 à sa mort en 1653. Originaire de l’abbaye d’Ochsenhausen et également doyen de Murbach ;
57. Alphonse Kleinhans von Muregg : abbé de 1653 à sa démission en 1656. Originaire de l’abbaye d’abbaye d’Ochsenhausen, il a été antérieurement abbé de l’abbaye d’Alpirsbach de 1638 à 1648 ;
58. Charles Marchant : abbé du 14 août 1656 à sa mort le 5 avril 1681. Originaire de l’Abbaye de Saint-Germain-des-Prés, il a également été conseiller et aumônier de Louis XIV et aumônier du comte d’Harcourt ;
59. Louis de La Grange : coadjuteur à partir du 3 août 1680, abbé du 26 mai 1681 à sa mort le 18 juin 1713. Également membre du conseil souverain d’Alsace de 1683 à 1713 et recteur de l’université de Fribourg ;
60. Gabriel de Rutant : coadjuteur à partir du 6 février 1713, abbé du 5 décembre 1714 à sa mort le 17 mars 1745 ;
61. Benoît Jean-François Sinsart : coadjuteur à partir du 25 août 1744, abbé du 17 mars 1745 à sa mort le 22 juin 1776 ;
62. Benoît Joseph Aubertin :coadjuteur en 1770, abbé de 1771 à 1789. Mort à Colmar le 1er mars 1801.